# Mr. Bad Guy
Mr. Bad Guy is het eerste soloalbum van Freddie Mercury (Queen). Het album werd opgenomen in 1984 in de Musicland Studios in München (Duitsland) en verscheen op 29 april 1985, in een tijd waarin Queen nauwelijks actief was. Al de nummers zijn geschreven door Mercury zelf.
Het nummer Living on My Own werd in 1993 geremixt en opnieuw uitgegeven en de nummers I Was Born to Love You en Made in Heaven werden in 1995 bewerkt door de overige leden van Queen en toegevoegd aan de tracklist van het album Made in Heaven.
Het nummer There Must Be More to Life Than This werd oorspronkelijk opgenomen als duet met Michael Jackson, maar niet in deze hoedanigheid uitgebracht. Queen-leden Brian May en Roger Taylor bewerkten deze versie in 2014 voor het album Queen Forever.

## Tracklist
Kant A:
1. "Let's Turn It On" – 3:42
2. "Made in Heaven" – 4:05
3. "I Was Born to Love You" – 3:38
4. "Foolin' Around" – 3:29
5. "Your Kind Of Lover" – 3:32

Kant B:
1. "Mr. Bad Guy" – 4:09
2. "Man Made Paradise" – 4:08
3. "There Must Be More to Life Than This" – 3:00
4. "Living on My Own" – 3:23
5. "My Love Is Dangerous" – 3:42
6. "Love Me Like There's No Tomorrow" – 3:46

## Personeel
- Freddie Mercury: zang, piano/synthesizer
- Fred Mandel: piano/synthesizer, gitaar
- Paul Vincent: gitaar
- Curt Cress: drums
- Stephan Wissnet: basgitaar
- Jo Burt: basgitaar

## Hitlijsten
| Land                | Hitlijst        | Hitlijst     |
|                     | Hoogste positie | Aantal weken |
| ------------------- | --------------- | ------------ |
| Verenigd Koninkrijk | 6               | 23           |
| Zwitserland         | 14              | 6            |
| Japan               | 20              | 21           |
| Nederland           | 20              | 11           |
| Oostenrijk          | 23              | 4            |
| Verenigde Staten    | 159             | 7            |